# Gerhard Ritter
Gerhard Georg Bernhard Ritter (6 tháng 4 năm 1888 ở Bad Sooden-Allendorf – 1 tháng 7 năm 1967 tại Freiburg) là một nhà sử học bảo thủ người Đức. Ông được xem là một trong những nhà sử học vĩ đại nhất của nước Đức, có trình độ cao và tài ba, ghi chép đáng tin cậy. Ông tham gia tích cực trong phong trào chống đối Quốc trưởng Đức Quốc xã là Adolf Hitler, và từng bị phát xít cầm tù.
Tác phẩm "Frederick the Great: a historical profile" của ông, viết về vị vua vĩ đại Friedrich II Đại Đế (1712 - 1786) của Vương quốc Phổ-Brandenburg, nhận được những đánh giá rất cao, kể cả từ New York Review. Cuốn sách này là một tư liệu hữu hiệu về các chiến thuật và chiến lược của vị Quốc vương chinh chiến Friedrich II Đại Đế. Theo nhà sử học quân sự người Mỹ là Russell Frank Weigley, công trình nghiên cứu "Frederick the Great: a historical profile" của ông là lời giới thiệu hay nhất về vua Friedrich II Đại Đế và chiến tranh ở châu Âu thời đó.
Gerhard Georg Bernhard Ritter chào đời tại Bad Sooden-Allendorf, ông là con trai của một tăng lữ đạo Luther.

## Công trình nghiên cứu
- Die preussischen Konservativen und Bismarcks deutsche Politik, 1858 bis 1876, 1913.
- Luther: Gestalt und Symbol, 1925.
- Stein: eine politische Biographie, 1931.
- Friedrich der Grosse, 1936. Cuốn này được Peter Paret biên dịch, tên tiếng Anh là Frederick the Great: a historical profile.
- Machstaat und Utopie: vom Streit um die Dämonie der Macht seit Machiavelli und Morus, 1940, resived as Die Dämonie der Macht: Betrachtungen über Geschichte und Wesen des Machtproblems im politischen Denken der Neuzeit, 1947.
- Europa und die Deutsche Frage: Betrachtungen über die geschichtliche Eigenart des Deutschen Staatsdenkens, 1948.
- Die Neugestaltung Deutschlands und Europas im 16. Jahrhundert., 1950
- Karl Goerdeler und die Deutsche Widerstandsbewegung, 1954.
- Staatskunst und Kriegshandwerk: das Problem des "Militarismus" in Deutschland, 4 volumes, 1954-1968.
- Der Schlieffenplan: Kritik eines Mythos, 1956.
- "Eine neue Kriegsschuldthese?" pages 657-668 from Historische Zeitschrift, Volume 194, June 1962, translated into English as "Anti-Fischer: A New War-Guilt Thesis?" pages 135-142 from The Outbreak of World War One:: Causes and Responsibilities, edited by Holger Herwig, Boston: Houghton Mifflin Co., 1997.